# Aliste

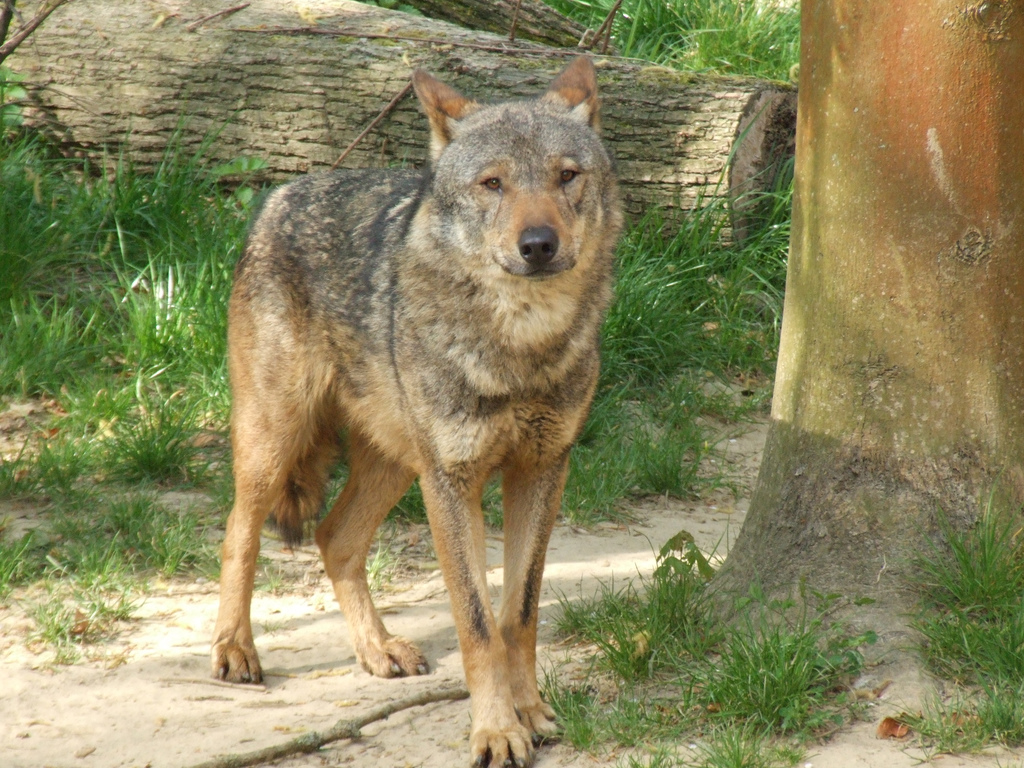
El lobo ibérico está presente en las costumbres y tradiciones alistanas

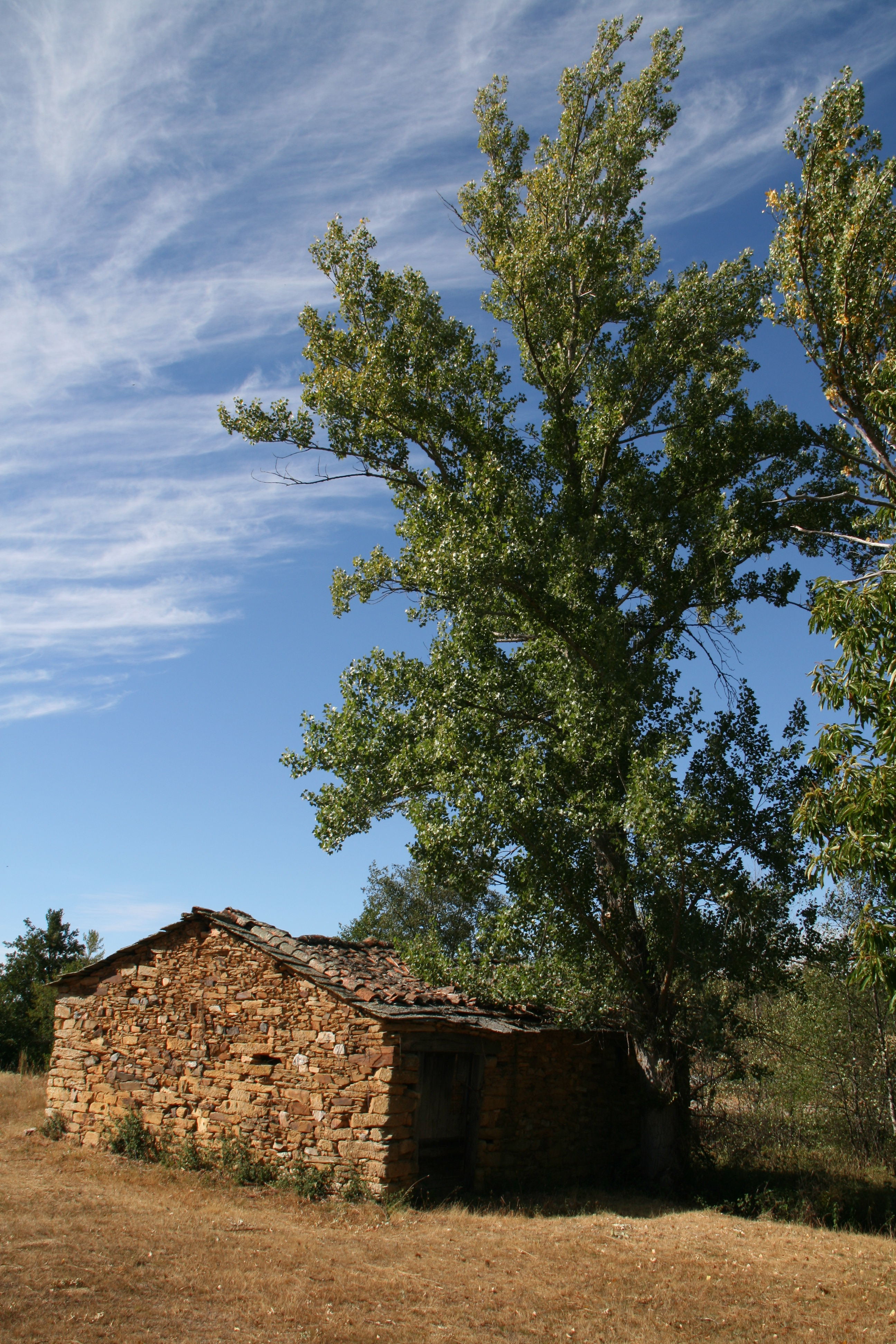
La arquitectura alistana es vernácula y se encuentra en desaparición desde el

Aliste (denominado también como Comarca de Aliste o Campo de Aliste) es una comarca española situada al noroeste de la provincia de Zamora y perteneciente a la comunidad autónoma de Castilla y León. Se encuentra situada junto a la frontera con Portugal (denominada popularmente como la Raya), ocupa una superficie total de 193 883 hectáreas. La comarca se compone de dieciséis municipios administrativos, de los cuales el de Alcañices se considera capital de comarca. La comunicación de estos ayuntamientos se realiza mediante tren (ferrocarril Zamora-La Coruña), autobús directamente comunicado radialmente con Zamora capital y por la carretera internacional N-122 (en la actualidad es un ramal de la autovía del Duero).
Económicamente es un área periférica y marginal, un territorio de producción primaria que posee un legado cultural y etnológico. La comarca de Aliste, a pesar de su gran sentido de identidad propia, con características geográficas, económicas, sociales e históricas afines, no cuenta con el necesario reconocimiento legal para su desarrollo administrativo, lo que ha llevado a sus municipios a organizarse en mancomunidades como única fórmula legal que les permite la optimización de la gestión de algunos servicios públicos municipales. Todo ello hace que desde finales del siglo XX se haya apoyado desde la diputación provincial en diversas políticas territoriales, adoptando soluciones fundamentadas en el ecodesarrollo.
El origen del nombre Aliste ya aparece bajo la forma Alesti en un manuscrito del siglo IX, y tiene relación con los alisos (Alnus glutinosa) que pueden verse con frecuencia a ambas orillas del río que da nombre a la comarca, el río Aliste (siendo un hidrónimo). El río Aliste y la sierra de la Culebra son dos de los ejes geográficos importantes de la zona. La ocupación habitual de los habitantes de Aliste fue, hasta finales del siglo XX, las actividades agrícolas y ganaderas dentro de lo que se denomina economía de subsistencia. La comarca no ha sido ajena a la tendencia de la provincia y el continuo despoblamiento comenzado en los años setenta, llegando algunos pueblos alistanos al estado de completo abandono.

## Geografía

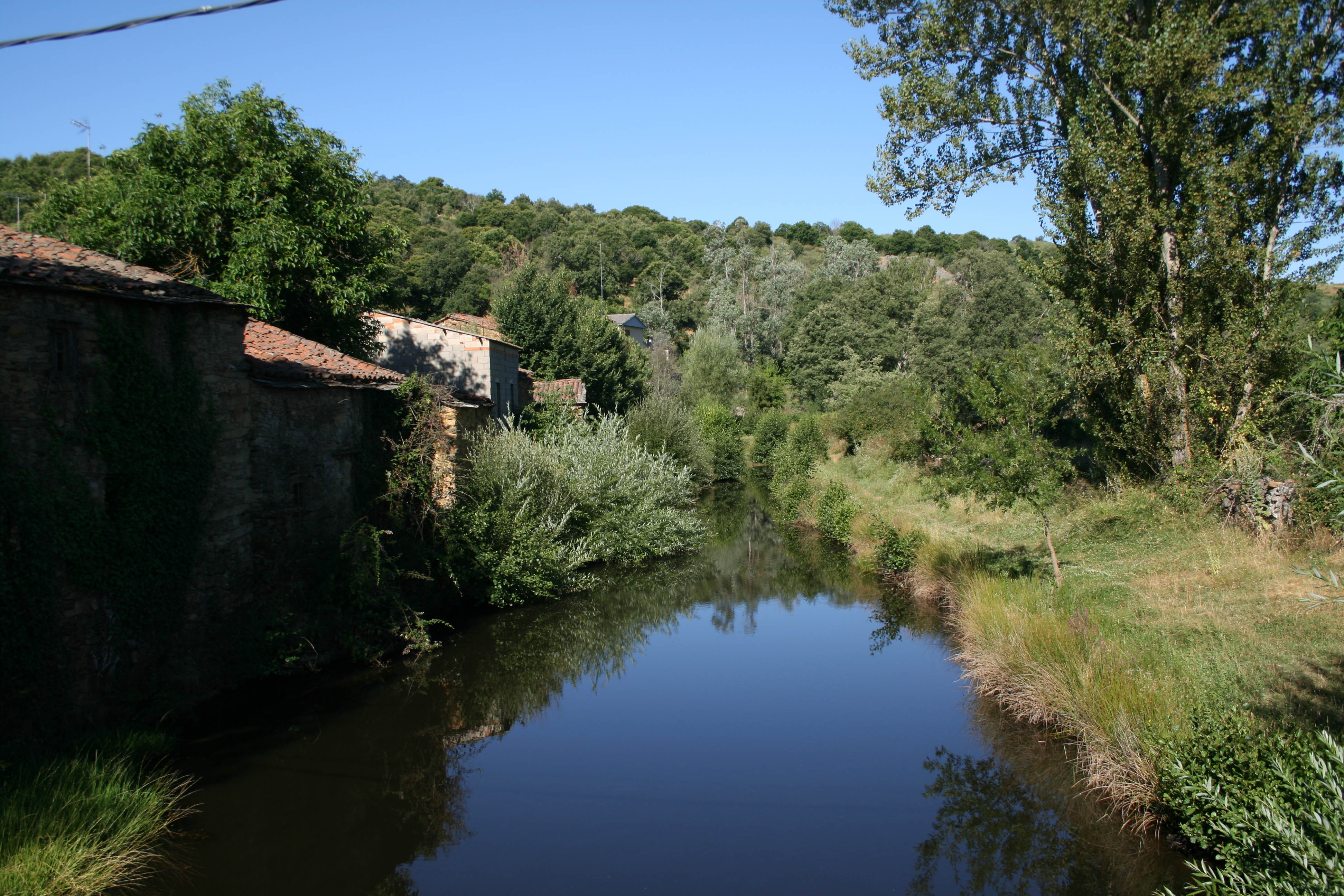
El río Aliste a su paso por Pobladura de Aliste

La comarca se encuentra situada al occidente de la provincia de Zamora (entre los 42.o y 41.o 30' de latitud y los 2.o y 3.o de longitud respecto al meridiano de Madrid). La comarca se incluye en la Zona Asturoccidental-Leonesa. Al norte limita con las comarcas zamoranas de Sanabria (cercanas a Galicia), La Carballeda y Benavente. Al sur con Sayago, al este con la Tierra de Alba y al oeste, tras haber rebasado la raya fronteriza, con la comarca portuguesa de Trás-os-Montes, territorio con el que Aliste comparte paisaje y costumbres.

### Orografía
Aliste posee dos zonas a diferentes cotas: la parte occidental es montañosa, mientras que el resto es altiplanicie central. Su geografía es ondulada, alternando típicos paisajes de secano con paisajes cada vez más cercanos al portugués. El suelo corresponde a la zona silícea. La parte oriental es abundante en arcilla. En los picos de la sierra de la Culebra se encuentran abundantes ejemplos de cuarcitas armoricanas. En Palazuelo de las Cuevas se han localizado vetas de variscita (en las Cercas del Diablo), fosfato de aluminio hidratado que raramente aparece en forma de cristales. En los roquedos aparecen las pizarras y cuarcitas del Ordovicense, pizarras y esquistos del Silúrico. Estos materiales pétreos se encuentran en el sur con el granito de la comarca de Sayago. El estudio edafológico de los suelos de la región se ha realizado con detalle, siendo habitual acrisoles y cambisoles húmicos (rico en humus).
Las orografía de la zona presenta una leve variación, oscilando en alturas que van entre los 700 metros hasta los 1241 metros de Peña Mira. El sistema hidrográfico de Aliste pertenece a la cuenca del Duero. Es atravesada por dos importantes afluentes como son el río Aliste (río principal) y río Manzanas, que se caracterizan por ir encajonados en profundas zanjas de erosión. Existen otras cuencas de menor importancia. Apenas existen vegas en la comarca. El río Aliste tiene su origen en la sierra de la Culebra (San Pedro de las Herrerías), se introduce en la comarca y la recorre de noroeste a sureste, pasa por Mahíde, Pobladura, La Torre, Palazuelo, San Vicente, Bercianos y Flores. El río amplía su caudal con el aporte de numerosos pequeños cauces, entre los que cabe destacar el Cebal y el Mena (denominado también la ribera), siendo menores afluentes Carbajos Tuerto, La Macada y la Ribera de Trabazos. El río desemboca en el río Esla. Desde las primeras décadas del siglo XX se instalan molinos de agua capaces de mover sus palas con la corriente del río.

### Vegetación y fauna

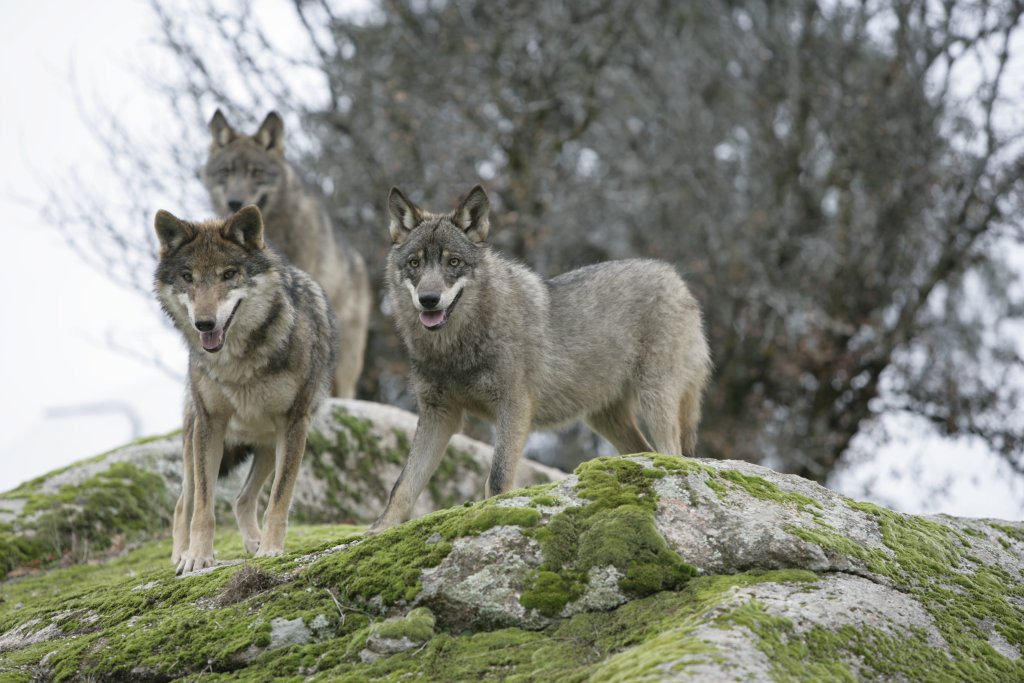
El lobo ibérico es la especie más emblemática de la reserva regional de caza de la Sierra de la Culebra

La comarca de Aliste cuenta desde los años setenta con una Reserva Regional de Caza en la sierra de la Culebra de 67 340 ha de extensión y que afecta, total o parcialmente, a un conjunto de 12 términos municipales y 41 núcleos de población. En ella habitan especies faunísticas de caza mayor como el ciervo, el corzo y el jabalí, aunque la especie más emblemática es el lobo ibérico, dado que este territorio es una de las mayores reservas de esta especie en la península ibérica.
Las riberas de los ríos cuentan con una abundante vegetación de robles, encinas, matorrales y alisos. Durante los periodos veraniegos el agua queda estancada y crecen plantas acuáticas denominadas 'aucas' (una especie de milenrama acuática). En las praderas cercanas al río crecen juncos. El río tenía a finales del siglo XX, diversas especies: el barbo (Barbus barbus). Como especie foránea se introdujo el Lucio (Esox lucius). También se crían en el interior la tenca (tinca tinca), la boga (Iberochondrostoma lusitanicum) y el cangrejo alistano (extinto a favor de la especie invasora de cangrejo rojo y el negro), los escallos (squalius carolitertii), las sardas (achondrostoma arcasii). Otros animales acuáticos pertenecientes al entorno del río son las ranas, los sapos, las culebras, los lirones.

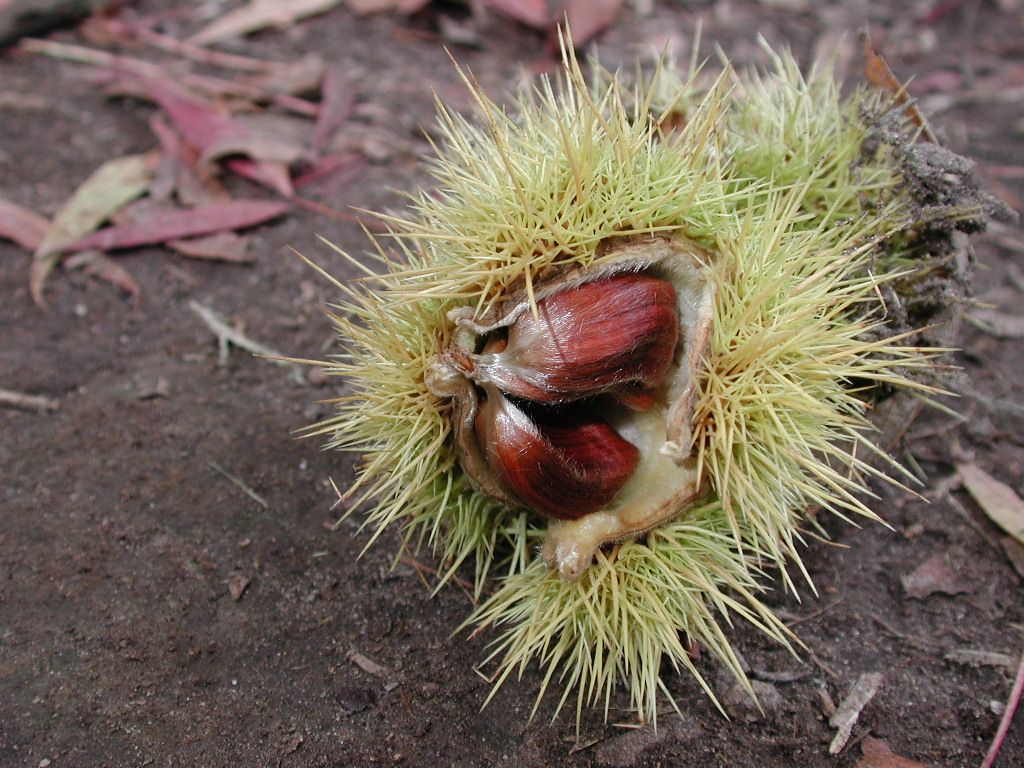
El magosto es una de las celebraciones más populares de Aliste. Esta fiesta, suele reunir a los alistanos a la entrada de la temporada otoñal, y consiste en la recogida de la castaña que en esta tierra se celebra organizando reuniones familiares entre el día de Todos los Santos (1 de noviembre) y el de San Martín (11 de noviembre), durante las cuales este fruto se come asado al fuego

El olmo (denominado localmente como negrillo y científicamente como Ulmus procera) es la especie de árbol autóctona que más se adapta al clima de la comarca. La madera de negrillo se ha empleado tradicionalmente en la elaboración de aperos y puertas. Esta especie se vio amenazada por la enfermedad grafiosis que la puso al borde su extinción. La vegetación arbórea es dispersa en la región. Caracterizada por la aparición frecuente de una especie de roble: el melojo (Quercus pyrenaica). Siendo frecuente además la encina mediterránea (Quercus ilex) y la Quercus lusitanica, el castaño (castanea sativa), y las especies repobladas de pino (pinus sylvestris y pinus montana principalmente) incluidas masivamente en el paisaje alistano desde los años sesenta. Es habitual el monte bajo cubierto de brezos (Calluna vulgaris), jaras (Cistus ladanifer), escobas (Cytisus multiflorus) y retamas (Retama sphaerocarpa).

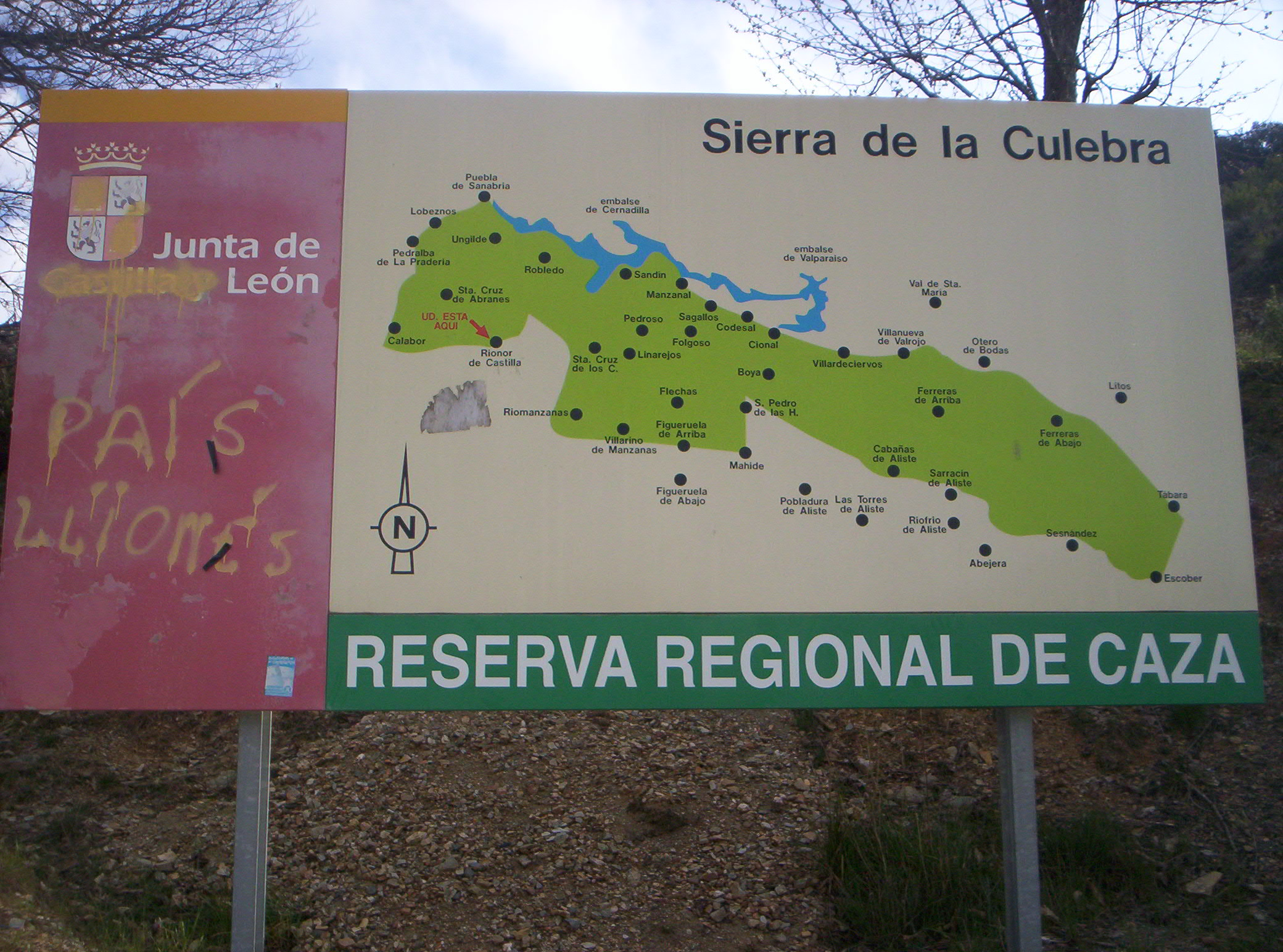
Indicación de la reserva regional de caza de la Sierra de la Culebra

Posee una reserva regional de caza situada en una larga cadena montañosa denominada sierra de la Culebra (superficie de 65 891 hectáreas) y cuenta con una de las poblaciones de lobo ibérico (Canis lupus signatus) de las más altas de la península ibérica. Uno de sus puntos más altos en esta cadena montañosa es Peña Mira (1241 metros). En dicha sierra se encuentra un collado (cercano a Boya) denominado Portillo de San Pedro que comunica Aliste con Carballeda. Existen especies de caza mayor como el jabalí, el ciervo y el corzo. La sierra se encuentra poblada de coníferas, debido a la repoblación que se hizo a mediados del siglo XX de variedades como el pinus sylvestris y el pinus pinaster.
Entre las especies avícolas se encuentran las cigüeñas. Es uno de pocos lugares de la provincia donde reside la cigüeña negra (Ciconia nigra). Que convive con la cigüeña común. El milano, la urraca (denominada pega), la lechuza (la coruja), el cuco, la lavandera blanca, etc llegando hasta unos ochenta variedades.
La preservación de la considerable diversidad de flora y fauna de este territorio, ha llevado a que la administración haya protegido algunos de los espacios naturales más emblemáticos. Es el caso del denominado Campo de Aliste que incluye el territorio situado entre los ríos Aliste y Cebal y las estribaciones de la sierra de la Culebra.

### Clima
El clima de la comarca es categorizado como de transición, con algunas características de clima subhúmedo, y la presencia dominante de vientos del oeste. Dentro del espacio que se encuentra dentro de la península ibérica se trata de una variante de clima mediterráneo continentalizado, típico de la meseta superior.

### Comunicaciones

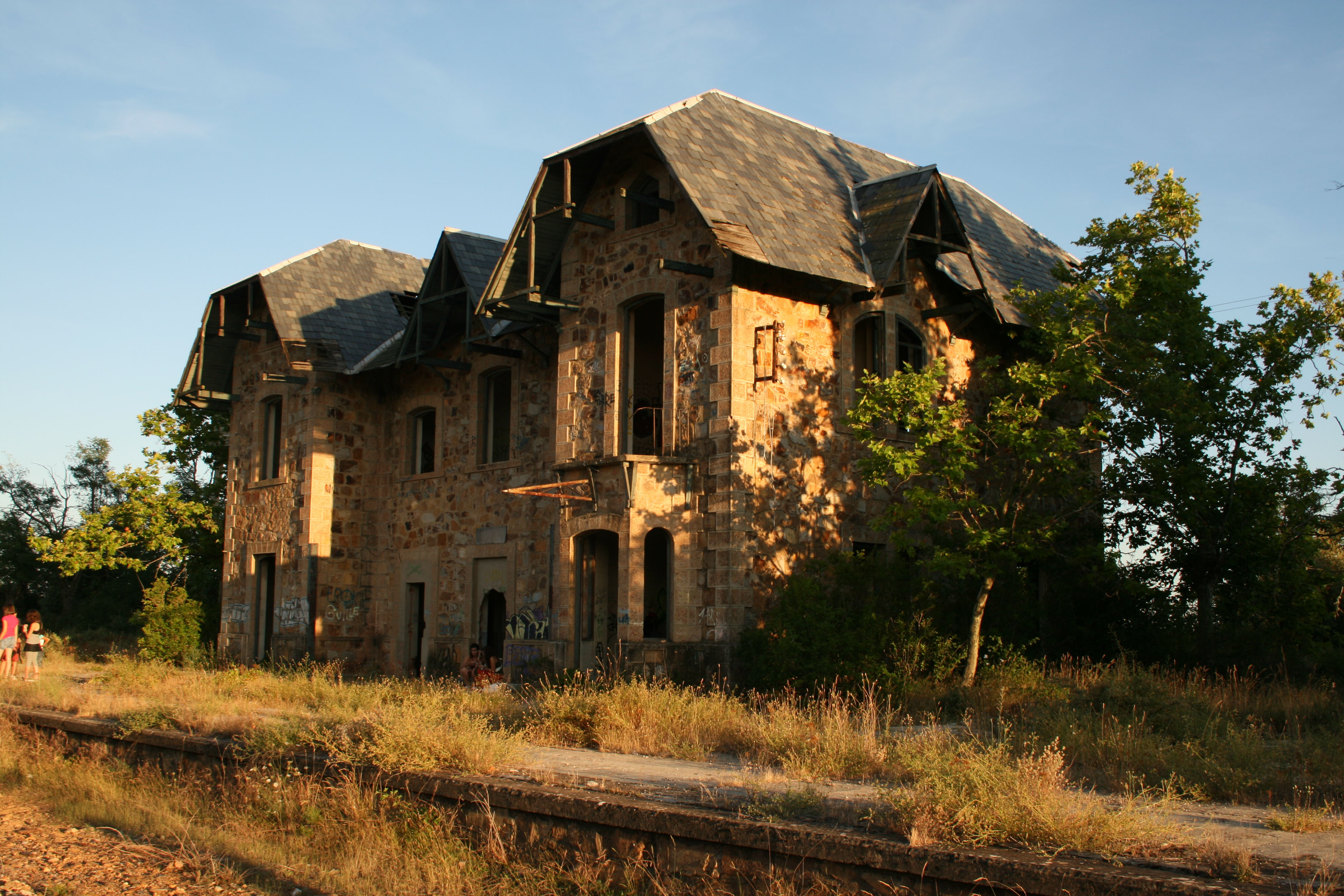
Estación de La Torre de Aliste-Pobladura en el trayecto Zamora-La Coruña

Existe una línea de transporte de ferrocarril que hace el trayecto Zamora-La Coruña y pasa por algunos de los municipios alistanos de las laderas meridionales de la sierra de la Culebra. Renfe presta servicios de Media Distancia mediante sus trenes MD en el trayecto: Valladolid ↔ Puebla de Sanabria, siendo la estación de Sarracín de Aliste uno de sus lugares de parada.
Y la carretera N-122 que pasa por Alcañices, Sejas de Aliste, Trabazos, San Martín del Pedroso. La mayoría de los municipios alistanos se encuentran alejados de esta vía. Esta carretera fue durante casi más de medio siglo la única vía de comunicación de la comarca con el resto de España. A mediados del siglo XX, muchos de los caminos entre los pueblos no se encontraban asfaltados, algo que dificultaba la comunicación entre ellos. Antes de su asfaltado, estos caminos eran casi impracticables durante los meses de invierno. Los desplazamientos habituales eran durante las ferias de septiembre a Zamora, o para incorporarse al servicio militar.
La mejora de la carretera N-122 a finales del siglo XX hizo que la comarca comenzara a comunicarse con el resto de la provincia, logrando abrirse al resto de la península ibérica. Esta carretera aumentó su tráfico debido a la conexión que se hizo a comienzos del siglo XXI con la autovía del Duero. De la misma forma el establecimiento de líneas regulares de autobuses a la capital (Zamora).

## Historia

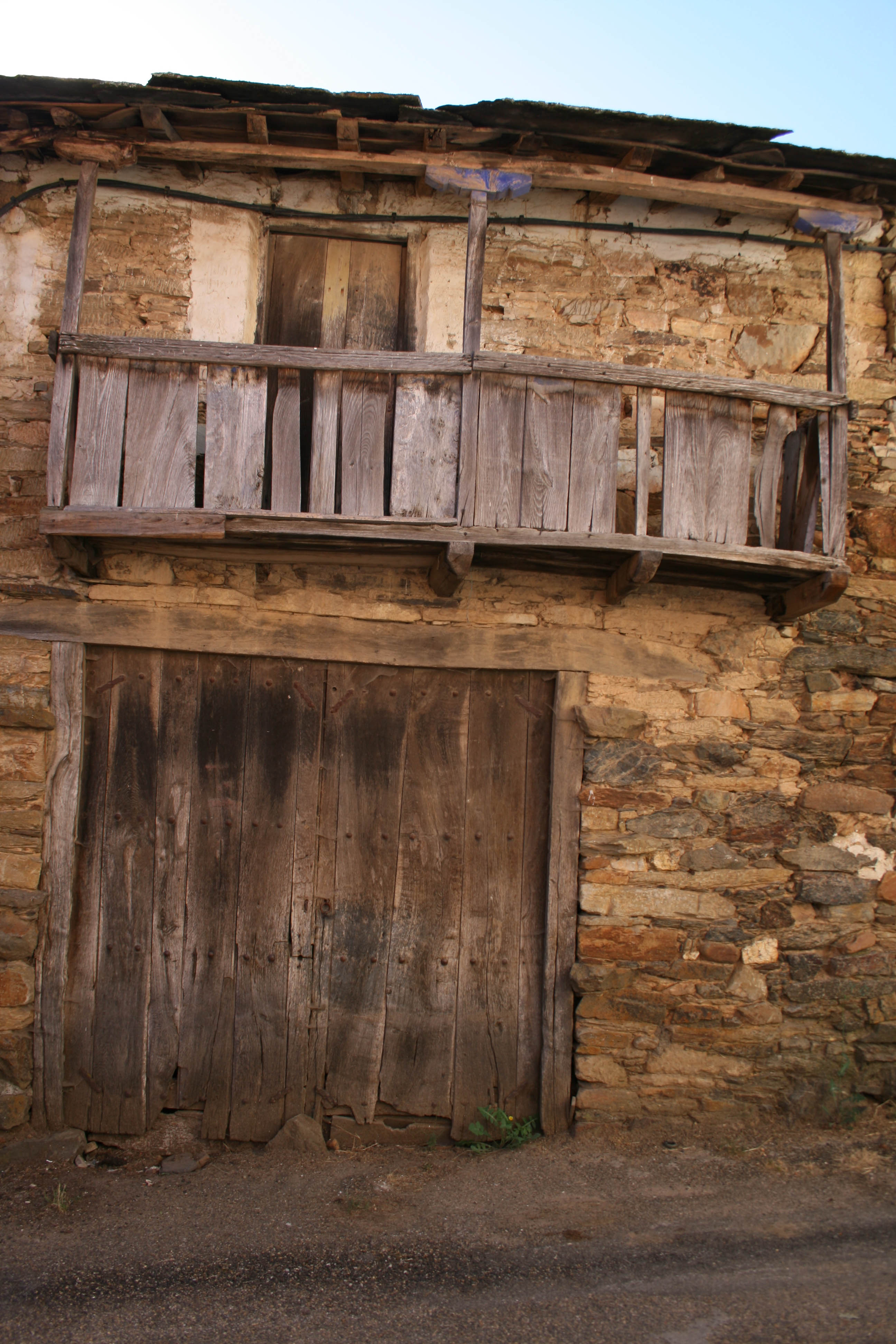
Arquitectura tradicional de Aliste con puertas de corrales adaptadas al ancho de los carros alistanos y sus típicos balcones corridos de madera

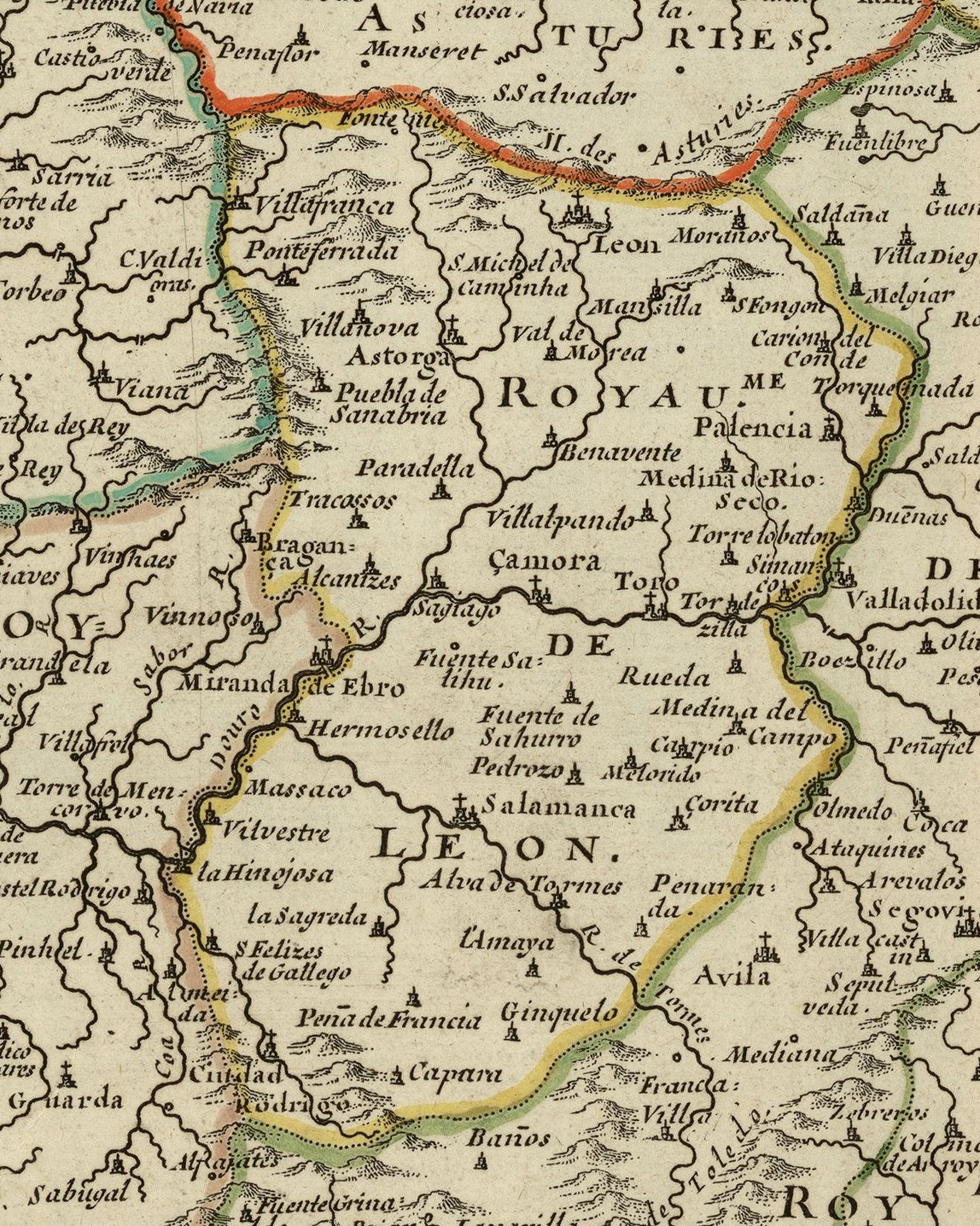
Parte del mapa L'Espagne subdiuisée en tous ses royaumes, principtes., Seignries., &c., realizado en 1665 por el geógrafo real francés Sr. Sanson, en el que se indican las localidades de Alcañices (Alcanizes) y Trabazos (Tracossos)

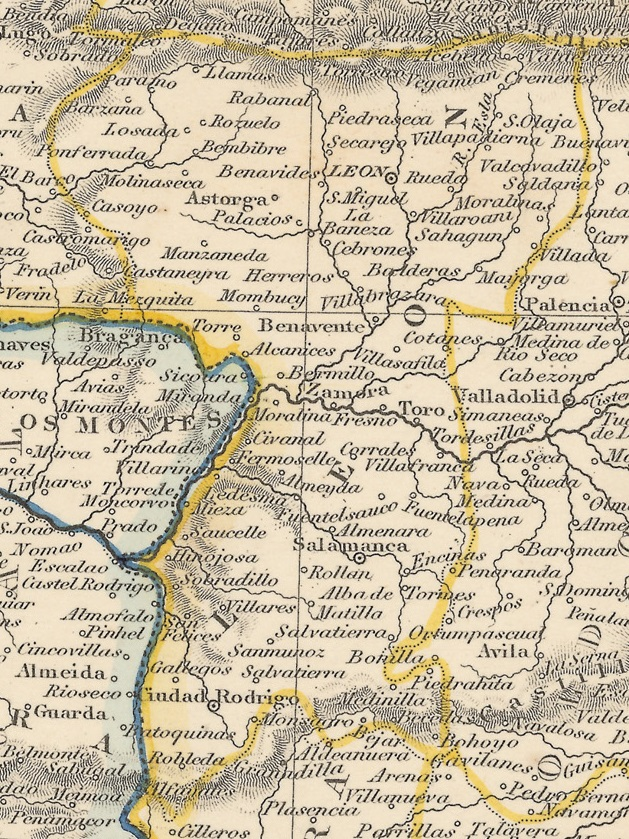
Parte del mapa Spain and Portugal, realizado en 1850 por J. Dower, en el que se recogen las localidades alistanas de Alcañices y Las Torres de Aliste (Torre)

La evolución histórica de la comarca se caracteriza por su distancia respecto a los centros estratégicos: políticos y económicos. Conectada con la Portugal y Galicia más que con el resto de la península ibérica. Caracterizada por tener una economía de supervivencia de poca utilidad a los intereses de la provincia. Se sabe por las numerosas excavaciones arqueológicas que la zona fue habitada durante el periodo Neolítico. Durante la Edad del Cobre se muestran en las excavaciones arqueológicas casos de cultura megalítica sobre todo en las regiones que lo limitan por el norte, oeste y sur. Dentro de las tribus celtas que ocuparon la península ibérica la zona de Aliste fue ocupada por los astures. Los famosos castros que se encuentran ubicados en cada municipio de la comarca, poseen diversas procedencias.

### Edad Antigua
Aliste y Alba han sido tradicionalmente integradas en el territorio de la tribu astur de los zoelas, junto con la franja oriental de Trás-os-Montes. En la zona española destaca el «yacimiento de Santiago» en Villalcampo con abundante material epigráfico entre los que se encuentran varias inscripciones votivas, unas sesenta estelas funerarias y cuatro verracos.

### Periodo romano
La comarca de Aliste durante el periodo de la invasión romana estaba cruzada por dos vías, la que desde Zamora se dirigía a Galicia (pasando por Ricobayo) y la que desde Braga (Bracara Augusta) se dirigía a Astorga. De esta última existen restos en San Vitero. Se mencionan además puentes romanos cruzando los ríos Aliste y Esla. De la misma forma se establecieron castros en diversas zonas, como puede ser el castro de Alcañices (entre Nuez y San Martín del Pedroso). Los alistanos no encabezaron ninguna revuelta contra los romanos. Durante las guerras celtíberas (153-151) los romanos se acercan a Aliste atacando a los vacceos y brácaros. En la división administrativa que hacen los romanos de la península, la comarca de Aliste cae en la Hispania Citerior. La Citerior, como buena parte de la ordenación territorial romana, continuó siendo una de las divisiones administrativas del Reino Visigodo, y a lo largo del siglo VI y del siglo VII sufrió numerosos ataques promovidos por los diferentes reinos francos de la antigua Galia.
Durante las invasiones germánicas la comarca de Aliste fue ocupada por suevos. Llegando a formar parte de Sabaria. Territorio semiautónomo, entre los reinos Suevo y Visigodo, en los siglos IV y VI que ocuparía la zona que va de Benavente a Salamanca y de Sayago a Simancas.

### Periodo medieval
A mediados del siglo VIII llegan los árabes a la desierta ciudad de Zamora, la toman bajo su dominio y denominan Azemur olivar silvestre (en árabe se dice: azemur زيتون) y Samurah "ciudad de las turquesas". Los pobladores cristianos que permanecieron fueron respetados siempre que consintieran en pagar sus impuestos, el resto emigró al norte. A pesar de la invasión musulmana de la península, la comarca de Aliste no se vio afectada, no existiendo apenas restos visibles de asentamientos. Las luchas entre los reinos cristianos del norte y los musulmanes inician la Reconquista, siendo Aliste lugar de paso de los ejércitos y estando integrado en el Reino de León, cuyos monarcas habrían acometido la repoblación de la mayoría de las localidades de la comarca. Los fueros de Adulpho y Ficarola, del siglo XIII, permitieron la llegada de numerosos mineros que explotaron las minas de hierro y cobre existentes en las laderas de la Sierra de la Culebra. Aparecieron las primeras profesiones relacionadas con la metalurgia: fundidores, carboneros, folleros y malladores. Algunas de estas minas pasaron a ser posesión del Monasterio de Moreruela.
Tras la independencia de Portugal del reino leonés, en 1143, Aliste habría sufrido por su situación geográfica los conflictos entre los reinos leonés y portugués por el control de la frontera, quedando estabilizada la situación en Aliste a inicios del siglo XIII, hecho reforzado por la firma del Tratado de Alcañices en 1297, que fijó definitivamente las fronteras entre ambos reinos. Asimismo, en Alcañices se produjeron las conversaciones entre María de Molina (tutora y madre de Fernando IV de Castilla y León, aún menor de edad), y el rey de Portugal Dionisio I, en las que se establecieron los desposorios entre Fernando IV y la Infanta Constanza de Portugal.
En 1387 las tropas de Juan de Gante, Duque de Lancaster, pretendiente de la Corona de Castilla y León, penetraron por las tierras alistanas, si bien su pretendida invasión de la corona para alcanzar el trono apenas se limitó a invadir los reinos de Galicia y León, por lo que en 1388 negoció la renuncia a sus pretensiones al trono, firmando la misma en Bayona, que se concretaba en el matrimonio de su hija Catalina con el primogénito de Juan I, el futuro Enrique III, a quienes se les otorgó la condición de Príncipes de Asturias.
Más tarde, aunque previamente al reinado de los Reyes Católicos, durante las guerras con Portugal la comarca de Aliste fue sometida a diversos pillajes por parte de las tropas portuguesas. Y es que la condición fronteriza de Aliste con Portugal hizo que la comarca sufriese frecuentemente escaramuzas.

### Nuevo régimen
Durante la Guerra de Sucesión la provincia apoyó al rey borbón Felipe V cubriendo la frontera por Alcañices y Carvajales. En esta época, Aliste conformaba el partido de Alcañices de la provincia de Zamora, tal y como reflejaba en 1773 Tomás López en Mapa de la Provincia de Zamora. Esta zona fue intensamente atacada desde zona lusa por la coalición austracista. Aliste, concretamente Alcañices, fue escenario de todas las pretensiones de invasión del Reino de Portugal. Durante la guerra de Independencia las tropas francesas no pisaron tierras alistanas. Pasado este periodo la comarca de Aliste quedó relegada al olvido institucional por parte de ambos países. Los proyectos de mejora de comunicación que se abordaron durante el siglo XVIII y el siglo XIX, excluyeron la comarca de Aliste. Esta situación hizo que los pueblos quedaran pobremente conectados entre sí, siendo además excluidos de su comunicación con la capital.
Se comenzaron a practicar la operaciones de cooperación agrícola tan populares en la zona como la denominada rozada, dando lugar a las costumbres comunales tan populares en Aliste durante siglos. Muchos de los municipios alistanos fueron tributarios de la casa Alcañices, que era dueña de montes y terrenos baldíos.

### Modernidad
De acuerdo con el decreto de 4 de enero de 1813 y durante el largo proceso de desamortización española se repartieron en la comarca alistana los terrenos de baldíos y de propios, tal y como se hizo en el resto de la provincia de Zamora.
Por otro lado, al reestructurarse las provincias y crearse las actuales en 1833, la comarca de Aliste se mantuvo en la provincia zamorana, dentro de la Región Leonesa, creándose en 1834 el partido judicial de Alcañices, cuya existencia se prolongó hasta 1983, cuando fue suprimido e integrado en el Partido Judicial de Zamora.
A finales del siglo XIX muchos de los municipios no pasan de los cien habitantes, la mayoría ronda entre los cincuenta y ochenta. La enseñanza de los niños se realizaba por los denominados galocheros, que hasta el año 1857 eran maestros que emigraban desde Galicia o León. Los galocheros trabajaban durante ciertos meses del año. En 1860 se regulariza la enseñanza por el Estado español. En 1973 se crea la Reserva Nacional de Caza en la Sierra de la Culebra.

## Municipios
El campo y tierra de Aliste está compuesta por dieciséis municipios, siendo el de Alcañices el considerado como capital comarcal. Cada municipio no es muy distante de su vecino, y se caracterizan por estar urbanizados anárquicamente. Los núcleos rurales poseen escasa entidad demográfica y económica. A comienzos del siglo XX su población está envejecida y existe una limitada presencia de población adulta joven.
| Municipio                | Superficie | Habitantes | Anejos |
| ------------------------ | ---------- | ---------- | --- |
| Alcañices                | 54,76 km²  | 1.074 hab. | Alcorcillo, Santa Ana y Vivinera                                                                                      |
| Figueruela de Arriba     | 153,17 km² | 339 hab.   | Figueruela de Abajo, Flechas, Gallegos del Campo, Moldones, Riomanzanas y Villarino de Manzanas                       |
| Fonfría                  | 132,37 km² | 761 hab.   | Arcillera, Bermillo de Alba, Brandilanes, Castro de Alcañices, Ceadea, Fornillos, Moveros y Salto de Castro (poblado) |
| Gallegos del Río         | 78 km²     | 497 hab.   | Domez, Flores, Lober, Puercas, Tolilla y Valer                                                                        |
| Mahíde                   | 108,87 km² | 316 hab.   | Las Torres de Aliste, Pobladura de Aliste, Boya y San Pedro de las Herrerías                                          |
| Pino del Oro             | 29,57 km²  | 200 hab.   | - |
| Rabanales                | 80,29 km²  | 528 hab.   | Fradellos, Grisuela, Matellanes, Mellanes y Ufones                                                                    |
| Rábano de Aliste         | 55,95 km²  | 385 hab.   | San Mamed, Sejas de Aliste y Tola                                                                                     |
| Riofrío de Aliste        | 111,37 km² | 684 hab.   | Abejera, Cabañas de Aliste y Sarracín de Aliste                                                                       |
| Samir de los Caños       | 36,54 km²  | 180 hab.   | - |
| San Vicente de la Cabeza | 53,50 km²  | 395 hab.   | Bercianos de Aliste, Campogrande de Aliste y Palazuelo de las Cuevas                                                  |
| San Vitero               | 64,05 km²  | 520 hab.   | El Poyo, San Cristóbal de Aliste, San Juan del Rebollar y Villarino de Cebal                                          |
| Trabazos                 | 93,45 km²  | 872 hab.   | Latedo, Nuez, San Martín del Pedroso y Villarino Tras la Sierra                                                       |
| Videmala                 | 25,82 km²  | 156 hab.   | Villanueva de los Corchos                                                                                             |
| Villalcampo              | 64,95 km²  | 444 hab.   | Carbajosa |
| Viñas de Aliste          | 40,13 km²  | 190 hab.   | Ribas, San Blas y Vega de Nuez                                                                                        |

Casi todos ellos fueron tributarios de la casa Alcañices, del que fueron pertenecientes a la antigua vicaría de Aliste, que junto a las tierras de Alba dependían del Arzobispado de Santiago. No todos los Municipios de la comarca dependían del Marqués de Alcañices, algunos de ellos del Conde de Benavente, tal es el caso de Figueruela de Abajo.

## Cultura

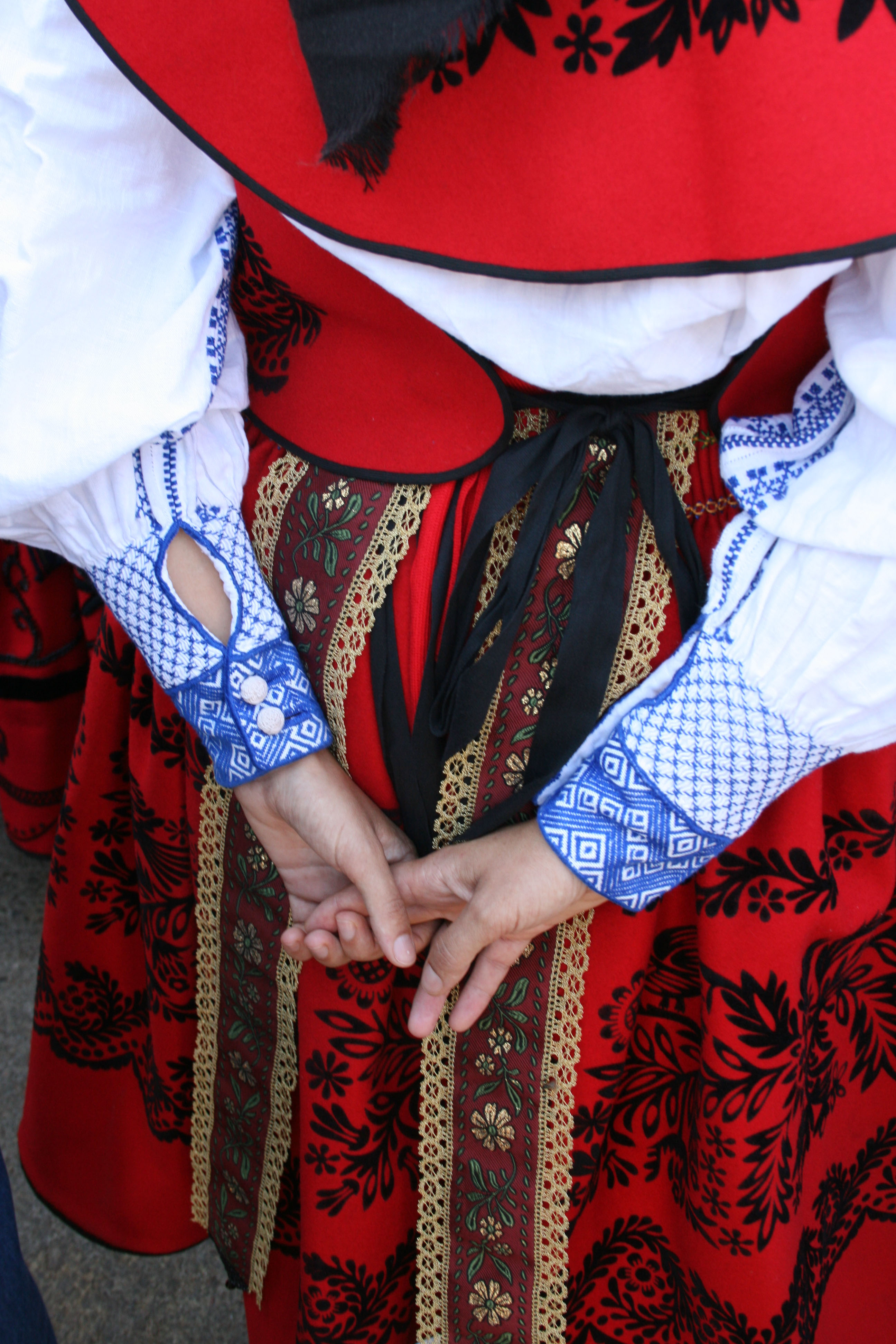
Traje regional de Aliste

Es una comarca que posee varios ejemplos de románico en algunas de las iglesias, como la iglesia románica de Tábara o la Torre del Reloj de Alcañices, así como el castillo de Riomanzanas. En algunos pueblos existen indicios de la estancia de los Templarios. La arquitectura alistana posee características propias.

### Gastronomía

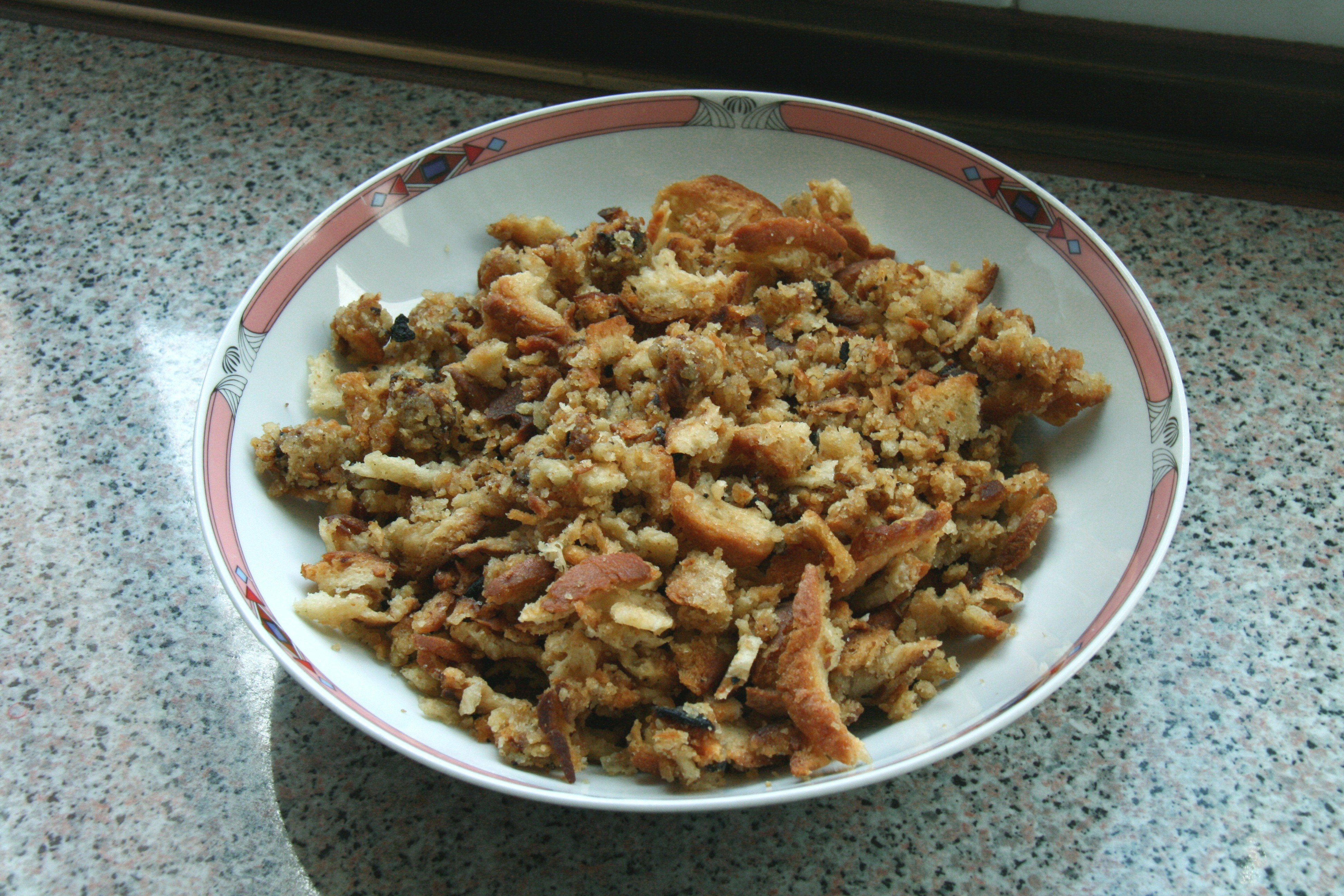
Un plato de la matanza los turriyones de desayuno invernales durante las matanzas de cerdo

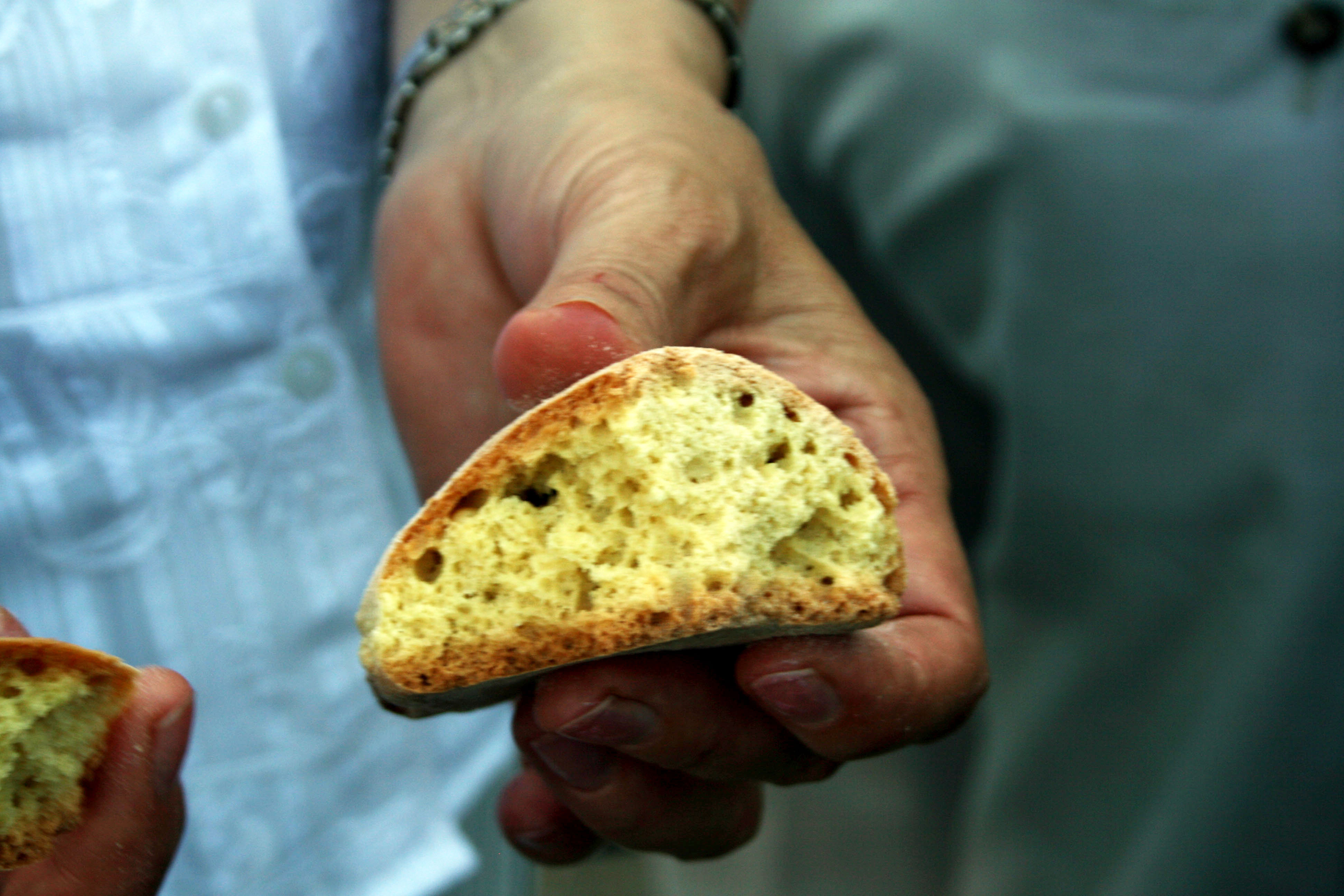
La popular rosca

La producción agrícola marca los ingredientes vegetales de la gastronomía alistana y no es muy prolija en platos y preparaciones culinarias. La gastronomía se fundamenta en el uso de los ingredientes autóctonos. Al igual que en muchos pueblos de Castilla y León, la comida diaria de los campesinos incluía un cocido de hortalizas como las berzas (Brassica oleracea var. medullosa), que se acompañan de patatas y que incluían algún elemento cárnico procedente de la matanza (tocino, chorizo o magro como el pizpierno, que es la carne curada del codillo de cerdo). Cabe destacar los garbanzos o alubias, que participan en los populares potajes y cocidos, donde su recipiente estrella en la preparación es el pote.

#### Cereales y hortalizas
Uno de los principales ingredientes empleados es el trigo, que tras su procesado (molido, fermentación y hornado) permite elaborar panes en forma de 'guazas' (u hogazas). Su participación en la culinaria alistana es omnipresente en las sopas de ajo. Entre las frutas habituales en la dieta alistana se encuentran la manzana y la pera. Dependiendo de la época y el clima del municipio, están los higos y las cerezas. Aliste posee una pequeña producción vitivinícola, suficiente como para satisfacer la autoproducción. Muchos de los pueblos poseen viñas en las afueras, en las que se cultivan variedades de tempranillo y de verdejo adaptadas al clima alistano. La elaboración de aguardientes destilados en alambiques, a partir de esta producción, era popular antaño y se realizaba de forma comunitaria en el edificio del ayuntamiento. A pesar de la intensa labor ganadera, apenas existe una producción de productos lácteos, como, por ejemplo, quesos.
Entre los platos de reciente incorporación figura el denominado arroz a la zamorana, cuya descripción en 1890 se realiza en el Almanaque de Conferencias Culinarias y se describe como un plato de Alcañices. El arroz se incorporó a la gastronomía de los pueblos alistanos casi en los periodos de posguerra. Algunos platos de arroz con pollo.

#### La matanza y los productos cárnicos
Es tradicional el uso culinario de la carne del cerdo procedente de la matanza. Se trata de un ingrediente cárnico recurrente, cuya preparación es completamente familiar. En la matanza se producen embutidos diversos como el chorizo, las morcillas (en algunos pueblos son dulces por añadir azúcar) y jamón, costillares, tocino, etc. Generalmente curados al humo. Otros productos característicos de la actividad familiar son los turriyones. Se elabora la comida tradicional en calderas de cobre, excepto el aro y el asa que son de hierro. Se empleaban en la cocción de comida a los animales o grandes cantidades de comida, bien sea para derretir manteca, hacer morcillas, etc. Solía estar colgada sobre la lumbre con las llares (cadenas que cuelgan desde el interior del hueco de la chimenea).
El segundo ingrediente cárnico procedente del pastoreo son las ovejas y las cabras. No obstante, la comarca posee diversos alimentos cárnicos con tradición relativamente reciente. Uno de los más populares desde finales del siglo XX es la carne procedente de una ternera cuya raza tiene el nombre de la tierra: Ternera de Aliste, cuyo exponente es el chuletón alistano. Dentro de la caza es frecuente ver como los embutidos, o salazones de la matanza del cerdo, que se mezclan con jabalí (abundantes en la zona) o los ciervos. En el terreno de la caza menor son las perdices y las palomas silvestres. Dentro de los productos avícolas se tiene la gallina.

#### Pescados
Los pescados procedentes del río Aliste eran en temporada habituales antaño: los cangrejos alistanos, las tencas, los escallos. El resto de productos de este tipo se asocia afiestas y eventos extraordinarios y su introducción procede de la influencia de la cocina gallega en la comarca. Es muy típico de las épocas de feria la elaboración de pulpo a la gallega (el denominado pulpo a feira), en el que las pulpeiras provenientes de Galicia se establecían en los lindes de las ferias y lo cocinaban. Otro de los productos de la mar habituales en los platos alistanos de Cuaresma es el bacalao, que se presenta guisado x generalmente acompañado de patatas (en algunas ocasiones pequeñas cantidades de arroz) y pimentón. 
El monje de Aliste consiste en una preparación de atún con tomate y pimientos, aceituna y huevo cocido. Los escabeches de diferentes pescados se introdujeron en la gastronomía alistana a comienzos del siglo XX.

#### Repostería
La gastronomía alistana no posee una repostería propia que la identifique. Es posible que la repostería fuese inexistente para los pueblos de la comarca hasta el siglo XIX. Las galletas y las roscas, provenientes en muchos casos de la capital, son casos de dulces traídos de fuera. El único caso autóctono es una masa de pan edulcorada y de color amarillo (debido al empleo de colorantes alimentarios) que se denomina rosca. La rosca suele aparecer en los eventos lúdicos y celebraciones populares. Incorporaciones más modernas en la repostería son los borrachos de Alcañices.

### Música
Existen diferentes grupos musicales de la zona basados en instrumentos tales como la gaita de fole, dulzaina (charambita), la flauta y tamboril, muy unidos a la cultura de Zamora en general. Ni que decir tiene existen innumerables canciones populares con letras y voces que se repiten frecuentemente en fiestas señaladas. En las fiestas de bodas y bautizos es popular ejecutar una danza, de origen charro, denominada la rosca Se baila a la salida de la iglesia, tras celebrar la boda. Consiste en la representación de la parada nupcial.
Algunos domingos, en las ferias (como en la denominada El Cristo en Sanvitero) y en las fiestas patronales, se hacen representaciones de espectáculos de baile tradicional, como la jota. A veces el que toca el tamboril acompaña la gaita con el canto de letras adaptadas al ritmo del baile.
Fragmento de una jota típica de Aliste:
| Tienes unos ojos, niña, que te lloran aguardiente, pero tienes una cara, que le dice al sol detente. Ay, ay, ay, ay, ay, los de Santander Se van a marchar, No van a volver. No van a volver, Ay, ay, ay, ay, ay, los de Santander. Todo lo que a mí me pasa se lo cuentan a mi madre, como si mi madre fuera, cuchillo para matarme. | Tienes unos ojos niña, que te los estoy mirando, que cuando miran a un hombre, le quitan de vida un año. Cómo quieres que te quiera, si aún a mí me están queriendo, cómo quieres que yo ame, dos corazones a un tiempo. Manojito de alfileres, me parecen tus pestañas, que cada vez que me miras, se me clavan en el alma. Te tienes por mozo rico y a las mozas pones faltas, también a los mozos ricos les suelen dar calabazas. Un rosal cría una rosa, una maceta un clavel, un padre cría una hija sin saber para quién es. A tus ojitos azules, no los quiero ver llorar, que el cielo se pone triste, cuando anuncia tempestad. Yo te quise y tú a mí no, yo te amo y tú me aborreces, yo te estoy queriendo a ti, aunque tú a mí me desprecies. |

### Costumbres
Algunas de las costumbres populares están muy arraigadas en la población alistana, todas ellas vinculadas a su forma de vida rural. A pesar de todo estas costumbres, por desuso, se encuentran en franca recesión debido principalmente a la pérdida de identidad causada por fenómenos como el descenso de población, el constante abandono del medio rural y la incorporación de otros valores y costumbres foráneos. Las costumbres alistanas se pueden catalogar en aquellas de origen religioso (como pueden ser la celebración del Corpus Cristi), sociales (como la costumbre de la existencia de alcalde de mozos), costumbres festivas, costumbres organizativas (como la rozada o los trabajos comunales), costumbres culturales (formas de vestir). Muchas de estas costumbres se mantuvieron hasta finales del siglo XX, debido en parte a la poca y dificultosa comunicación entre el mundo rural de los municipios y de la provincia.
Si se entra en detalles de cada una de las costumbres, cabe destacar en los meses más fríos de invierno el caso de la matanza del cerdo realizada una vez cada año. Costumbre que nace en una necesidad y que, sufriendo varias modificaciones a lo largo del siglo XX, está en recesión hasta que va dejándose de realizar. Las fechas navideñas están unidas a estas y otras tradiciones de carácter religioso. A comienzos de enero, se celebraban mascaradas invernales en algunos pueblos, como Los Diablos de Sarracín o Los Carochos de Riofrío, costumbre que presenta rasgos comunes con las de otras comarcas de las provincias de Zamora y León, e incluso con la vecina región de Trás-os-Montes en Portugal.
Este mismo ciclo anual hace que en otoño existan mercados como el del Cristo, celebrado en San Vitero (el día 4 de cada mes), lugar en el que se podía vender un 'jato' a los comerciantes. Este mercado se celebra junto a la ermita del Cristo del Campo. Algunas de las costumbres se muestran en las formas de vestir de sus habitantes. Antiguamente se realizaban tributaciones a los marqueses de Alcañices, lo que producía una gran afluencia de carros. Las celebraciones del Corpus Christi estaban unidas a una preparación colectiva que, por regla general, corría a cargo de una persona (o mayordomo).
Las telas habitualmente emplean la lana procedente de las ovejas de la región, a veces en sus colores más crudos como es el caso de la capa alistana. Esta capa, de origen pastoril, va tomando poco a poco la imagen de los habitantes de la comarca, siendo a comienzos del siglo XXI uno de los símbolos representativos de la forma de vestir alistana.
Las costumbres comunales se han ido perdiendo a medida que se ha incorporado la propiedad privada y el uso de maquinaria agrícola al mundo rural. Siendo una transición desde el feudalismo, la comuna ha regido varios siglos a los habitantes de la comarca. La costumbre de las rozadas dejó de ser habitual a mediados del siglo XX. Los ojeos del lobo, tan habituales a finales del XIX, van desapareciendo a medida que la población de lobo ibérico se ve menguada.

### Celebraciones religiosas
Los diversos pueblos que componen la comarca celebran festividades en las fechas que corresponde a sus santos patronos. Estas festividades pueden repartirse a lo largo de todo el año, pero se concentran mayoritariamente en los meses estivales. Con frecuencia se dan romerías a ermitas cercanas a la población. Estas romerías se celebran entre los meses de febrero y octubre. Las reuniones de mujeres para hilar: las denominadas hilanderas o hilandares. Estas reuniones se realizaban en las calles o plazas de los municipios alistanos y tuvieron su decadencia a comienzos del siglo XX.
Las romerías a las ermitas y lugares santos se celebran según la advocación de cada templo. Una de las más conocidas en la comarca corresponde a la romería a Nuestra Señora la Virgen de la Luz (denominada Romería de la Luz), en el pueblo alistano de Moveros que se celebra el último domingo del mes de abril en una ermita ubicada justo en la línea fronteriza (denominada en el lenguaje de la zona como raya) entre España y Portugal. Ambos pueblos Moveros, por España, y Constantim, por Portugal, se reúnen en la procesión. En septiembre una de las romerías alistanas más relevantes es la de El Cristo, que se celebra en las cercanías de la ermita del Cristo del Campo en San Vitero. Una de las celebraciones religiosas más destacadas por influencia de la capital es la Semana Santa.
Una de las más populares celebraciones de la Semana Santa en la comarca de Aliste tiene lugar en la localidad de Bercianos (perteneciente al municipio español de San Vicente de la Cabeza). En Bercianos se celebra especialmente el Viernes Santo por la tarde en el Santo Entierro, cuando los vecinos se congregan junto a la iglesia del pueblo para desclavar un crucificado y llevarlo en procesión entonando un popular miserere. Los procesionantes van ataviados con túnicas y caperuz blanco que serán su futura mortaja. Es igualmente popular procesionar con la tradicional capa alistana.

### Celebraciones paganas
Una de las celebraciones paganas más importantes es la obisparra, que se considera una procesión pagana en forma de mascarada de carácter jocoso y festivo que se celebra en los periodos invernales de algunos pueblos de la comarca de Aliste. Comenzando el año se celebrarán estos rituales con carácter agrario, como son el Tafarrón, Zangarrón o los Carochos de Riofrío. La denominación depende de la localidad donde se celebre la festividad. Las obisparras y los carochos se enmarcan dentro de los que los antropólogos denominan mascaradas invernales (celebradas en las proximidades del solsticio de invierno). En Aliste estas celebraciones se realizan entre el primer día del año y el día de Reyes, días que la mente popular denomina los doce días rigurosos, periodo en el que el mundo de los vivos y de los muertos entra en comunicación. Otra de las celebraciones, ya desaparecidas, era la que organizaba el 'boticario' de la comarca y que se denominaba la robla, que en periodo de vendimia reunía a varios pueblos para celebrar un convite.
En Sarracín se celebran Los Diablos. Los personajes son doce, siendo indumentaria y “herramientas” utilizadas distintas, en todo caso dependen de la función que tenga el personaje. De entre todos estos actores, podemos distinguir a dos diablos, el ciego, el molacillo, el rullón (por llevar un niño de madera en sus brazos), la filandorra, dos músicos con gaita y tamboril, dos hombres del saco o pobres encargados de pedir “la voluntad” a los espectadores y la madama y el galán vestidos con el traje típico alistano de gala. Por la tarde el molacillo se disfraza de obispo y el ciego de ayudante, así discurrirá toda la tarde hasta que llegan a la plaza y entierran al niño, para luego llegar hasta la iglesia.

## Habla de Aliste
El habla de Aliste está encuadrada dentro del sistema lingüístico asturleonés o leonés. Concretamente se clasifica como leonés centro-occidental o alistano-cepedano, perteneciendo a la variante occidental del idioma. Existe la creencia popular de que el habla de Aliste tiene elementos gallego-portugueses, por la cercanía geográfica y cultural con el país vecino. No obstante, los fenómenos gallego-portugueses en el habla de Aliste son escasos, como demuestran los estudios lingüísticos de las zonas fronterizas de Aliste y Portugal. La razón de esta confusión es que el asturleonés occidental comparte algunos fenómenos fonéticos con el gallego-portugués.
Los estudios realizados durante el siglo XX señalaban una extensión mayor que la actual. Hoy en día, el alistano prácticamente ha desaparecido y solo quedan algunos restos de él en el castellano que actualmente habla la generación de personas más mayores, especialmente en la franja más occidental de la comarca. Los medios de comunicación social, el castellano como lengua de prestigio y oficial en las escuelas, son factores para que éste se haya impuesto paulatinamente durante el último siglo.

### Estatus jurídico del alistano
El alistano, así como el resto de las hablas leonesas o asturleonesas, estaría reconocido en el Estatuto de Autonomía de Castilla y León, que en su artículo 5.2 dice: 
Art.- 5.2. El leonés será objeto de protección específica por parte de las instituciones por su particular valor dentro del patrimonio lingüístico de la Comunidad. Su protección, uso y promoción serán objeto de regulación.
Actualmente, y pese a los requerimientos del Consejo de Europa, no se han desarrollado medidas autonómicas concretas para la promoción y protección del habla de Aliste ni del leonés o asturleonés en general en Castilla y León.

### Literatura en alistano
La creación literaria en alistano es actualmente escasa. La mayor parte de ella podría calificarse como costumbrista. A continuación se reproducen unos diálogos escritos por Gregorio Fernández.
| Ejemplo de un diálogo en alistano: - ¿A onde fuest'ayeri? - Fuey a rega las patatas, al huertu que linda cun el vuestru. - Pus, p'e qu'habiés arregau hacié poco. - Si, hacié dos sumanas, peru las patacas estaban ya turradicas. - Es que cun estas calores... - Y tu, ¿cuandu piensas dir a rega las tuyas? - Nu sey on t'avia... Cun estu de mi padre... - ¿Le pas'algu? - Lleva una temporada muy estropiau. | Traducción en castellano: - ¿Adonde fuiste ayer? - Fui a regar las patatas, al huerto que linda con el vuestro. - Pues, me parece que habías regado hace poco. - Si, hace dos semanas, pero las patatas estaban ya muy secas. - Es que con esta calor... - Y tu, ¿cuándo piensas ir a regar las tuyas? - No sé todavía... Con esto de mi padre... - ¿Le pasa algo? - Lleva una temporada muy enfermo. |

El folclorista carballés Argimiro Crespo escribió también unos diálogos en el habla de Alisteen la década de 1970: 
| “-¡Güey Jesús! ¡Qué veyo! La ti Forentina… ¿Y qué tal vos pinta? -¡Güey, la ti Simona! ¿Y qué tal vus vay? -Bien -Y ¿la familia? -Illina quedonen, quei guardón el diya, purque el señer cura mos hicione hoy las arrogativas del Voto Concejo. Cundo you salié entronen en Misa. -¿Vinisteis vos sola…? -Vinié en la pullina… Quedeila arratada anca la ti Milia… Y vinié da pie que ye moy desquiva. Mia que el outor diya porparoume un liyo… You diba muntada habrando cun Fonsa, diba engayolada, brincou una cañal, tiroume espanzada. -¡Buena gera! ¡Q’animal! -Cun aquella cousa rompióuseme un pial, rozoume la chola en un carcañal ey cuasi andou couja. |

El alistano está presente también en la lírica popular. Las siguientes coplas fueron recogidas por José María Baz:
| Mozo de la monteira, si vienes de tarde debajo la bordalleira tengo la llave. | Cuatro pies tiene el llobo, cuatro la lloba, cuatro la llagartija, dos la palomba. | El tiyicu era de Viñas la tityica de San Blas ajuntoron las barrigas y ficioron un rapaz. |

## Economía

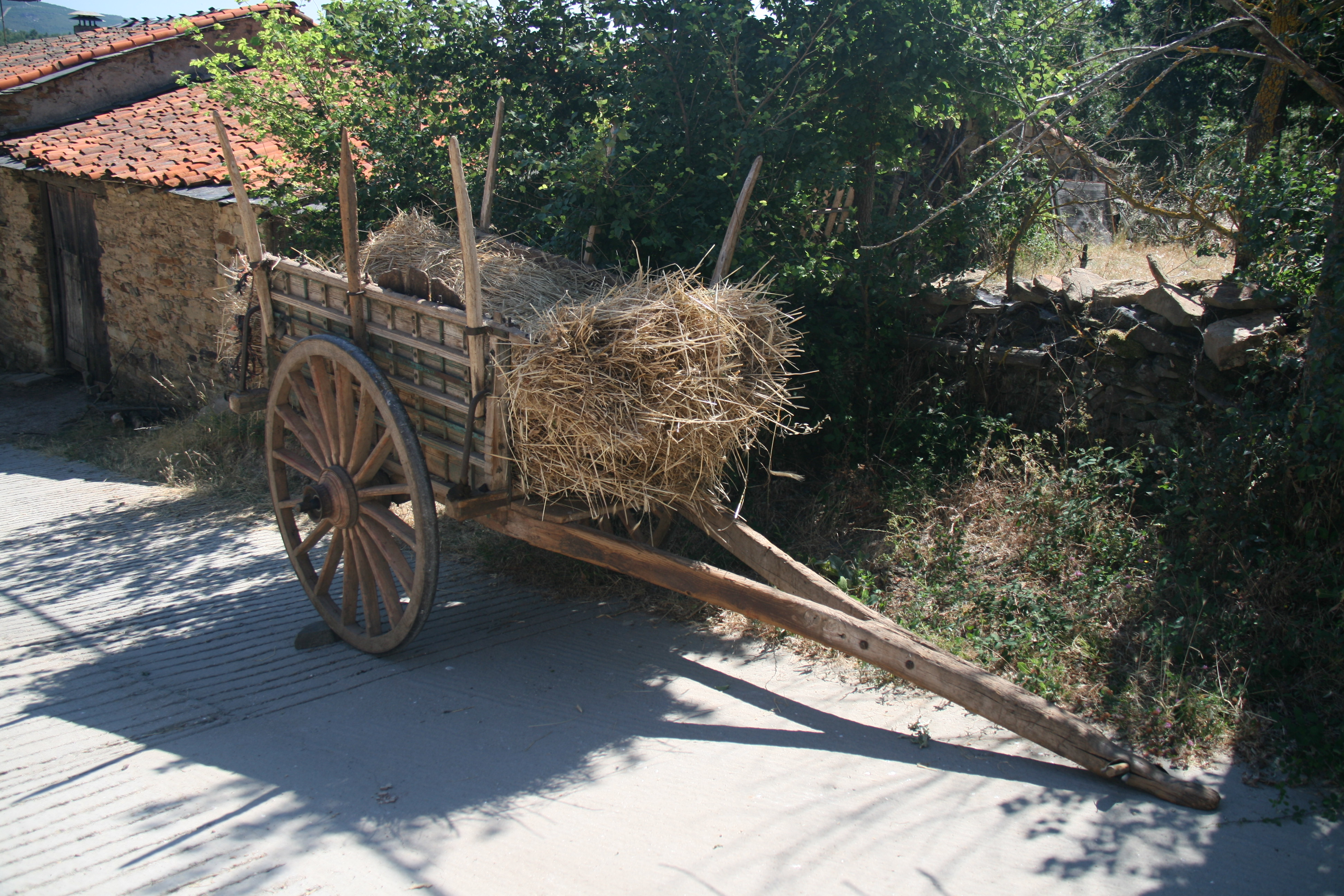
El carro alistano, medio de transporte tradicional

La industria de la zona es escasa y se centra hasta mediados del siglo XX en actividades artesanas, agrícolas y ganaderas. Algunas actividades artesanales se remontan al siglo XVI en el que las localidades de Carbajales de Alba y Sejas de Aliste se dedican a la producción de telas para tapizados, pecheras y puños con la única finalidad de ser de uso doméstico. Durante el siglo XIX muchos de los habitantes de Aliste todavía mantenían el intercambio de bienes como una forma adecuada de transacción económica en los mercados. Las tiendas no fueron conocidas hasta comienzos de siglo XX, siendo habitual la venta ambulante que hasta la actualidad también se practica.

### Artesanía
La calidad de la arcilla que se encuentra en algunas zonas de Aliste ha permitido que exista desde antiguo un ofico de alfares, tal es el caso de Moveros donde se extrae del barrero y que se extiende sobre la roca de Peña el Caño para dejarla secar. Las piezas más típicas son ollas, botijos, barreños, cacharras y los famosos cántaros de asa plana, boca estrecha y cuello ancho. Su color y sus formas hacen de esta cerámica única e inconfundible. De la misma forma en Arcillera y la vecina Ceadea existe una gran industria de tejares, ladrillos y botijos. De la misma forma la elaboración de paños y telas fue suficiente como para abastecer a los habitantes de la comarca, a pesar de que fuese poco industrializado. Muchos de los trajes regionales de los campesinos se producían artesanalmente en los propios pueblos, en algunos casos como las camisas de lino eran muy habituales. Entre los artesanos más habituales se encontraban los sastres.

### Producción ganadera
Desde el punto de vista de la producción ganadera se cuenta con un núcleo de bovino autóctono, común y homogéneo, al que da nombre. Se trata en la actualidad de la Ternera de Aliste alimentada en los prados y pastos de la región. La venta habitual de los ganaderos de los jatos (crías que no pasan del año de vida), que antiguamente se celebraban mensualmente en las ferias periódicas de los grandes pueblos, un ejemplo es el caso de la feria de San Vitero que se celebraba cada día 4 de mes. Era tradición comunal que una vez a la semana uno de los vecinos cuidaba de los ganados de todo el pueblo, a esta operación se la denominaba roda. La roda se ejecutaba por riguroso turno a todos los vecinos del pueblo. Desde el punto de vista de la producción de carne los mataderos de San Vitero son las mayores industrias cárnicas de la zona. La economía de pastoreo es muy abundante en la zona, existiendo gestión de grandes rebaños de ovino, y en menor medida de caprino.

### Producción agrícola
La recría de ganado era una de las principales fuentes de ingresos de las unidades familiares alistanas. Las labores del campo se hacen con yuntas de vacas, es por esta razón que las crías se venden cada año proporcionando ingresos periódicos. En la agricultura la producción de cereales (trigo y centeno principalmente) hizo que fuese importante a nivel regional la elaboración de harinas. Esta producción histórica puede verse en la actualidad en las aceñas abundantes ubicadas en la orilla del río aliste. No obstante la mejora de la economía agraria fue lentamente absorbida produciendo avances más lentamente que en otras zonas españolas. La producción de patata y algunas legumbres como garbanzos es igualmente importante.

### Textil
La siembra del lino fue importante en el pasado. Existen denominaciones populares como linarpara indicar la porción de tierra dedicada a la producción del lino. Se solía comenzar la plantación por el mes de abril, y su recolección durante el mes de agosto. En los meses calurosos se extendía sobre praderas para que se secase. Se desbagaba (se recogía la simiente) y la linaza restante se vendía. El desgabado era contaminante para el río y su fauna, razón por la que se hacía en sitios apartados del mismo. El lino y la estopa (Cistus albidus) se hilaban a lo largo de los meses de inviernos. De la producción de lino queda testigo la presencia de su textil en los trajes regionales.
La abundante producción ganadera de ovejas da lugar a la producción de lana. Las ovejas se trasquilaban en los meses de junio y julio, de esta forma los animales se acomodaban a pasar un verano caluroso. Las lanas de color oscuro eran más frecuentes que los vellones de color claro. El cardado de la lana, su coloración mediante las cortezas del aliso, y la producción final en los telares era importante.

### Minería
La localidad con mayor actividad económica de la región es Alcañices. A mediados del siglo XX hubo explotación de minas de estaño en la zona de Arcillera, pasando a cerrar la explotación en la década de los ochenta. La extracción de pizarras negras y grises (pertenecientes al ordovícico medio o superior) comenzó a ser importante en la década de los noventa debido a las afloraciones que existen en la zona, se concentra la tarea extractiva principalmente en los municipios de Riofrío, Abejera y Palazuelo. En Palazuelo de las Cuevas igualmente se encuentra una veta de variscita.

### Turismo rural
Desde el siglo XXI se explotan los parajes naturales de la sierra de la Culebra, existiendo en algunos pueblos ofertas de turismo rural que aún permiten observar procesos abandonados o semiabandonados relacionados con el pastoreo y la matanza, o incluso poder hacer avistamientos del lobo.

## Aliste en los medios
La serie de televisión española Un país en la mochila, presentada por el cantautor José Antonio Labordeta describe en la Segunda Temporada (rodada en 1999) la comarca (número 24). Era tradicional que fuese puesta en televisión durante la celebración del Santo Entierro celebrado en Bercianos de Aliste.